# مصطفی سرخوش
مصطفی سرخوش، شاعر و دبیر ادبیات دبیرستان البرز بود.
شهرت وی به سبب سرودن شعر مهر میهن است.
مصطفی سرخوش در آلمان کشاورزی خوانده بود و آنقدر به فارسی عشق می‌ورزید و آن را خوب می‌دانست که برای تدریس فارسی در دبیرستان البرز استخدام شد. از وی به عنوان یک ملی گرا و پان‌ایرانیست نام برده می‌شود که دربارهٔ ایران کهن دیدگاهی کاملاً آرمانی داشت.
همه شعرهای او از نوع مثنوی شاهنامه فردوسی بود و بیشتر آنها آکنده از تحسین احساساتی نسبت به ایران پیش از اسلام و مابقی اشعار به نقد شدید از ایران معاصر می‌پرداخت.
سرخوش نیز همانند عارف و عشقی، شاعران ملی‌گرای پرشورِ اوایل سده بیستم، دوران کهن را می‌ستود و ایران معاصر را به دیده تحقیر می‌نگریست و همانند آن دو و دیگر همفکرانشان از عرب‌ها بیزار بود و فکر می‌کرد اگر به خاطر سلطه اعراب در قرن هفتم میلادی نبود ایران کشوری بسیار پیشرفته می‌شد.
از کتابهای وی می‌توان به پیک مهر (چاپ ۱۳۳۱) و آتش دل (چاپ ۱۳۳۵) و زبان اشک (۱۳۴۳) اشاره کرد. از سرخوش در مجلات کاوه و گوهر نیز اشعاری چاپ شده است.

## گزیده‌ای از مثنوی مهر میهن
| به دل آتشی‌‌ دارم افروخته           |  | وز آن خرمن جان من سوخته         |
| دلم گشته چون کوه آتشفشان          |  | شرارش همی‌‌ سر زند از زبان        |
| من او را ندانم جز آزاده کس        |  | که آزادگان راست این مهر‌ و بس    |
| خود این مهر‌ را گوهر‌ آزادگی‌ست      |  | که آزادگی‌‌، خود خدادادگی‌ست       |
| خرد نیست آن را که این مهر‌ نیست    |  | خردمند داند که این مهر‌ چیست     |
| سرشت من از مهر‌ میهن بود           |  | من از میهن و میهن از من بود     |
| دراین خاک زرخیز ایران زمین        |  | نبودند جز مردمی پاک دین         |
| همه دینشان مردی و داد بود         |  | وز آن کشور آزاد و آباد بود      |
| چو مهر و وفا بود خود کیششان       |  | گنه بود آزار کس پیششان          |
| همه بنده ناب یزدان پاک            |  | همه دل پر از مهر این آب و خاک   |
| پدر در پدر آریایی نژاد            |  | ز پشت فریدون نیکو نهاد          |
| بزرگی به مردی و فرهنگ بود         |  | گدایی در این بوم و بر ننگ بود   |
| کجا رفت آن دانش و هوش ما          |  | که شد مهر میهن فراموش ما؟       |
| که انداخت آتش در این بوستان       |  | کز آن سوخت جان و دل دوستان؟     |
| چه کردیم کین گونه گشتیم خوار      |  | خرد را فکندیم این سان زکار      |
| نبود این چنین کشور و دین ما       |  | کجا رفت آیین دیرین ما؟          |
| به یزدان که این کشور آباد بود     |  | همه جای مردان آزاد بود          |
| در این کشور آزادگی ارز داشت       |  | کشاورز خود خانه و مرز داشت      |
| گرانمایه بود آنکه بودی دبیر       |  | گرامی بُد آن کس که بودی دلیر     |
| نه دشمن در این بوم و بر لانه داشت |  | نه بیگانه جایی در این خانه داشت |
| از آن روز دشمن به ما چیره گشت     |  | که مارا روان و خرد تیره گشت     |
| از آنروز این خانه ویرانه شد       |  | که نان آورش مرد بیگانه شد       |
| چو ناکس به ده کدخدایی کند         |  | کشاورز باید گدایی کند           |
| به یزدان که گر ما خرد داشتیم      |  | کجا این سر انجام بد داشتیم      |
| بسوزد در آتش گرت جان و تن         |  | به از زندگی کردن و زیستن        |
| اگر مایه زندگی بندگی است          |  | دو صد بار مردن به از زندگی است  |
| بیا تا بکوشیم و جنگ آوریم         |  | برون سر از این بار ننگ آوریم    |
| بیا تا بجوییم یاری‌‌ ز هم           |  | بکوبیم پا بر‌ سر‌ رنج و غم        |
| برانیم دشمن از این بوم و بر‌       |  | هنر‌ را پدید آوریم از گهر‌        |
| ز «سرخوش» بیاموز آیین کار         |  | به میهن‌پرستی‌‌ شو آموزگار‌         |